# Katrine Daugaard
Katrine Tabita Daugaard Christensen (født 1. oktober 1981 i København) er en dansk sangerinde, musiker, selvstændig erhvervsdrivende og politiker, der siden 1. november 2022 har været medlem af Folketinget, valgt for Liberal Alliance i Fyns Storkreds.  
Efter valget blev Daugaard partiets socialordfører og kirke- og kulturordfører.

## Baggrund
Daugaard er uddannet cand.musicae. fra Syddansk Musikkonservatorium i 2012. Hun deltog i Dansk Melodi Grand Prix 2001 med sangen "Sha la li, sha la lej", der fik en samlet femteplads. Hun var bl.a. sangerinde i bandet Fede Finn og Funny Boyz 2015-2017, og stoppede med musikken i 2019 for i stedet at drive en bed and breakfast. Hun har været med i panelet i Ditte Okmans radioprogram Det, vi taler om. Hun har gennem mange år undervist i sang og musik og desuden været kirkesanger.
Hun har også medvirket i TV3sLuksusfælden, sæson 16 afsnit 2, der blev sendt første gang i foråret 2016. I programmet måtte de økonomiske eksperter opgive at hjælpe Daugaard, da hun ifølge dem "var nødt til at smide flere penge i sin gældsafvikling, end hun gjorde, for at ændre på sin økonomiske situation, men det oplevede vi ikke, at hun var villig til".
I 2019 medvirkede hun i Til middag hos... sammen med bl.a. Sigmund Trondheim.
I forbindelse med fremlæggelsen af et alkoholpolitisk udspil har Katrine Daugaard fortalt, at hun er vokset op i et hjem, der var præget af alkoholmisbrug. Familien har rødder i Indre Mission, og Katrine Daugaard definerer sig selv som kristen.